# Paraíso (cantor)
José Plínio Transferetti (Elias Fausto, 1 de junho de 1947) mais conhecido pelo seu nome artístico Paraíso é um cantor, compositor e produtor brasileiro.

## Biografia e carreira
José Plínio Transferetti nasceu em Elias Fausto, no estado de São Paulo, em 1º de junho de 1947. Paraíso é descendente de italianos, visto que seu avô emigrou da cidade de Mântua. Seu pai, Antônio, era trabalhador de roça na região de Campinas e era vaqueiro e amansador de potro. Na infância se apresentava na Rádio Cacique de Capivari e em festas e clubes de sua cidade, o que provavelmente influenciou José Plínio a seguir carreira artística. Nessas apresentações, Paraíso e sua dupla usavam o nome artístico de Caboclo & Caboclinho.
Em 1962, Transferetti se mudou com a família para a capital paulista com o intuito de encontrar um parceiro de dupla, e em 1967, encontrou João Cristiano, com quem formou a dupla Cristiano & Cristalino, que conquistou 1º lugar no Festival de Música Sertaneja da TV Cultura ao cantarem a música "Nossa Mensagem", composição de Goiá.
Em 1974, José Plínio formou outra dupla, dessa vez com Aparecido Tomás de Oliveira - compositor da canção Boate Azul ao lado de Benedito Seviero - e utilizando o nome artístico de Smith na dupla Scott & Smith.
Em 1977 (1978 segundo o Dicionário Cravo Albin), a dupla alterou seu nome para Tomaz & Timóteo e gravaram um LP pela gravadora Tapecar que teve destaque na canção "Inferno da Vida".
Em 1978, Paraíso se separou de Aparecido Tomás e chamou a atenção de Tião Carreiro, que criou o nome artístico "Paraíso", que havia se separado de Pardinho. Juntos, Tião Carreiro & Paraíso gravaram 4 LPs pela gravadora Continental e em 1981, se separaram quando Tião Carreiro voltou a dupla com Pardinho.